# Capricola
Capricola is een monotypisch geslacht van schimmels uit de orde Helotiales. Het bevat alleen Capricola fuscidula.